# Harju (Helsinki)

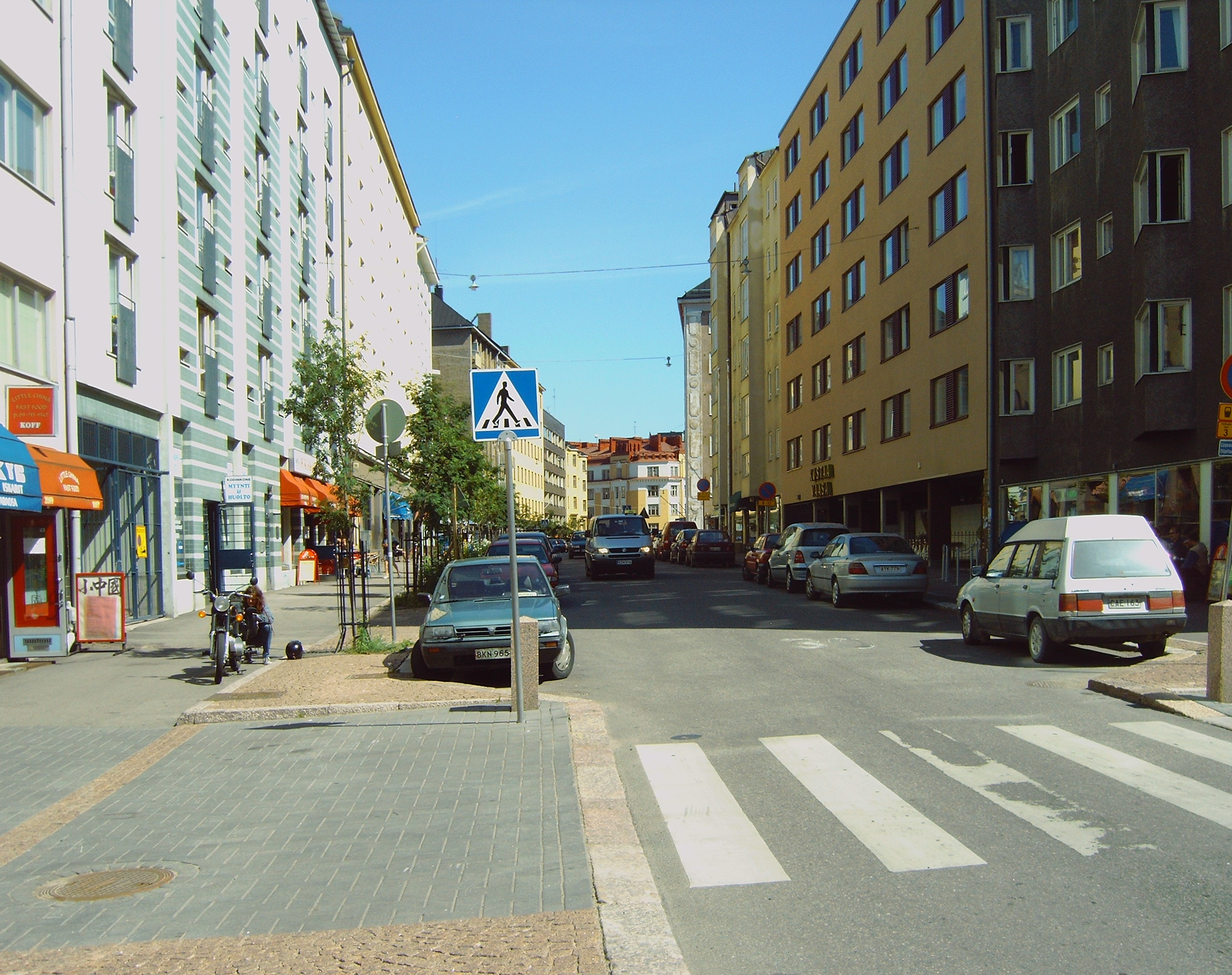
La rue Vaasankatu à Harju.

Harju (en suédois : Ås) est une section du quartier de Alppiharju  à Helsinki, en Finlande

## Description
La section de Harju a une superficie de 0,27 km2, sa population s'élève à 7 335 habitants(1.1.2009) et il offre 1282 emplois (31.12.2005).